# 鲍勃·斯塔克
罗伯特·约翰·斯塔克（英語：Robert John Staak，1947年12月22日—），出生于康涅狄格州达里恩 (Darien)，美国大学篮球运动员和教练。
1968年斯塔克进入康涅狄格大学打球，成为了大学雪橇犬篮球队的球星。1971年大学毕业，此后斯塔克执教过康涅狄格州赛维尔大学步兵篮球队 (Xavier University Musketeers)和威克森林大学篮球队。
他在1996-97赛季作为临时过渡出任过华盛顿奇才队的代理主教练执教过一场比赛，但是球队输给了对手。